# Стюартия малакодендрон
Стюа́ртия мягкодреве́сная, также Стюа́ртия малакоде́ндрон (лат. Stewartia malacodendron) — вид растений рода Стюартия (Stewartia) семейства Чайные (Theaceae).

## Ботаническое описание
Стюартия мягкодревесная — кустарник или небольшое дерево до 7 м в высоту. Молодые ветки красновато-коричневые, опушённые, кора взрослых веток гладкая, серебристо-серая.
Листья на черешках до 0,4 см длиной, сама листовая пластинка до 11 см длиной и до 5 см шириной, эллиптическая или яйцевидная, с неясно зазубренным краем. Верхняя поверхность листа голая, нижняя — прижатоопушённая.
Цветки в основном пазушные. Прицветники мелкие, прижатые к чашечке, яйцевидные. Чашечка разделена на 5 сросшихся в основании чашелистиков яйцевидной или округлой формы. Венчик из пяти почти свободных белых лепестков яйцевидной или округлой формы, с цельным или разорванным краем, ближе к основанию опушённые. Тычинки многочисленные, фиолетовые, в нижней части опушённые, сросшиеся в трубку. Завязь почти шаровидная, 4—5-угольная, опушённая.
Плоды — деревянистые прижатоопушённые красно-коричневые коробочки яйцевидной формы, угловатые, до 1,8 см шириной. Семена по 2 или 4 в каждом гнезде, красно- или фиолетово-коричневые, яйцевидные, 5—7 мм длиной.
Число хромосом — 2n = 30.

## Ареал
Стюартия в природе распространена в юго-восточной части Северной Америки, от Виргинии и Флориды до Миссисипи, Луизианы и Арканзаса. Известно два местонахождения в Северной Каролине на севере и одно в Техасе на западе.

## Таксономия

### Синонимы
- Cavanilla florida Salisb., 1796
- Malachodendron monogynum Dum.Cours., 1811
- Stewartia marilandica Donn ex Haw., 1804
- Stewartia nobilis Salisb., 1796
- Stewartia virginica Cav., 1787